# Ținutul Fălciului
Ținutul Fălciului a fost unul dintre ținuturile Principatului Moldova, făcând parte din Țara de Jos și având centrul administrativ la Huși.
Ținutul Fălciu a existat de la începutul secolului al XV-lea și până în anul 1864, când ținuturile au fost desființate, iar teritoriul României a fost reorganizat în unități administrativ-teritoriale denumite județe. La mijlocul secolului al XVII-lea ținutul Tigheci a fost încorporat în ținutul Fălciu, iar la mijlocul secolului al XVIII-lea din acesta au fost desprinse ținuturile Greceni și Codru.

## Stemă

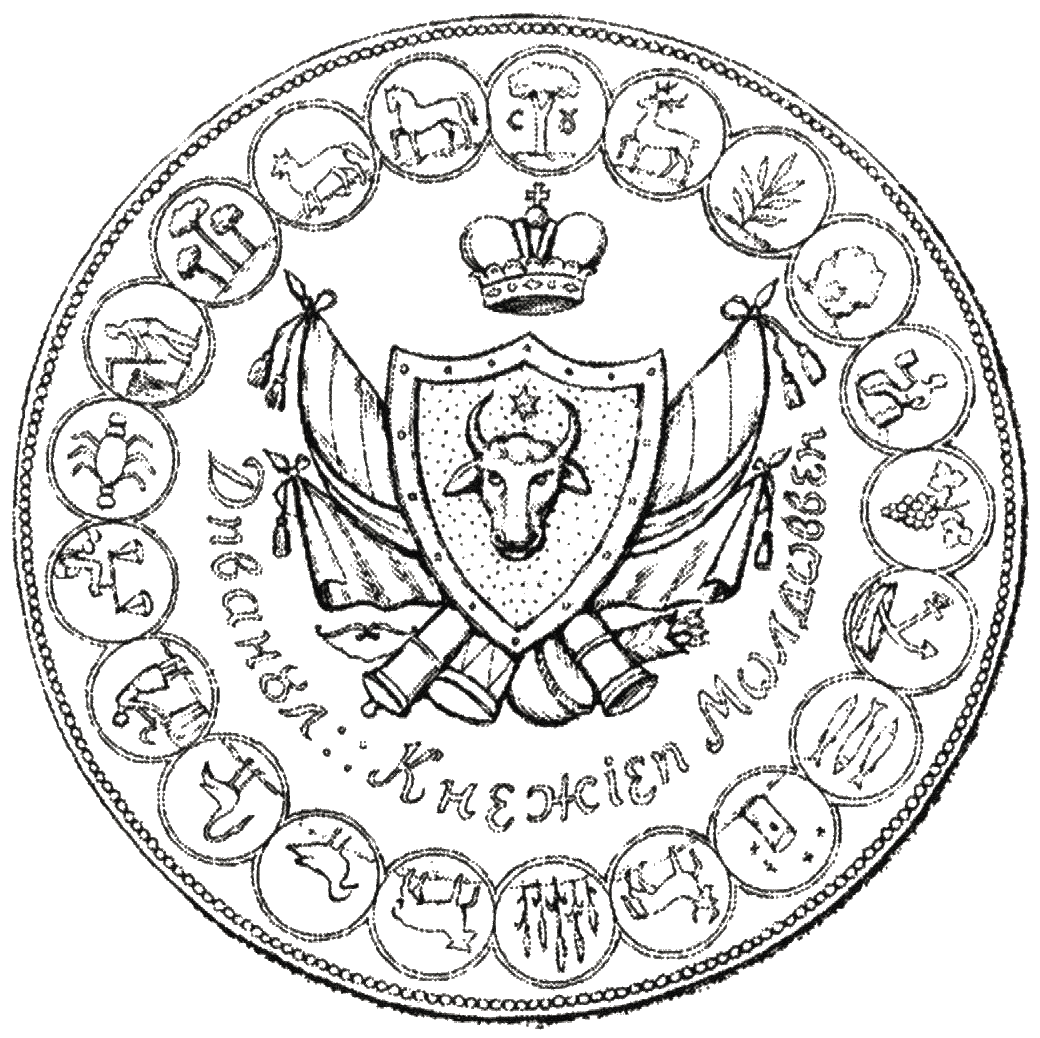
Sigiliul Divanului Cnejiei Moldovei cu stema Țării Moldovei înconjurată de 21 de medalioane cu stemele ținutale

Sigiliul Divanului Cnejiei Moldovei (cca. 1806 - 1812) - cea mai veche imagine cunoscută care a conservat simbolurile ținutale - conține stema ținutului Fălciu reprezentată de un medalion cu o bovină pe o terasă mergând spre stânga. Bovina se păstrează ca element heraldic central al stemei județului Fălciu.